# Eugahania limnatis
Eugahania limnatis är en stekelart som beskrevs av Sharkov 1984. Eugahania limnatis ingår i släktet Eugahania och familjen sköldlussteklar. Inga underarter finns listade i Catalogue of Life.